# Шапел пре Се
Шапел пре Се (фр. Chapelle-près-Sées) насеље је и општина у северној Француској у региону Доња Нормандија, у департману Орн која припада префектури Алансон.
По подацима из 2011. године у општини је живело 460 становника, а густина насељености је износила 46,23 становника/km². Општина се простире на површини од 9,95 km². Налази се на средњој надморској висини од 200 метара (максималној 260 m, а минималној 168 m).

## Демографија
| 1962. | 1968. | 1975. | 1982. | 1990. | 1999. | 2011. |
| ----- | ----- | ----- | ----- | ----- | ----- | ----- |
| 153   | 178   | 186   | 199   | 342   | 355   | 460   |

График промене броја становника у току последњих година